# Pandalopsis zarenkovi
Pandalopsis zarenkovi is een garnalensoort uit de familie van de Pandalidae. De wetenschappelijke naam van de soort is voor het eerst geldig gepubliceerd in 2001 door Ivanov & Sokolov.